# Onneley
Onneley – osada w Anglii, w hrabstwie Staffordshire, w dystrykcie Newcastle-under-Lyme. Leży 27 km na północny zachód od miasta Stafford i 225 km na północny zachód od Londynu.